# Le Roi du ring
Le Roi du ring (The Homer they Fall) est le 3e épisode de la saison 8 de la série télévisée d'animation Les Simpson.

## Synopsis
Les Simpson visitent un magasin de gadgets haute-technologie, où Bart rachète une magnifique ceinture de Star Trek au vendeur de B.D. de Springfield.
La bande de Jimbo et Karney rackettent une fois de plus Bart. Homer en ayant marre tente d'intervenir auprès de leurs parents se  trouvant dans le bar de Moe, ce qui déclenche une bagarre. Moe après les avoir chassé, s'aperçoit alors qu'Homer a des facultés naturelles pour encaisser des coups. Moe (ayant un passé dans la boxe) demande à Homer à être son agent pour des matchs de boxe amateur. 
Homer, qui n'a rien d'un grand sportif, développe une technique bien personnelle : il attend patiemment que ses adversaires s'épuisent à force de le frapper. Il les met alors K.O d'un seul coup de poing et remporte de cette manière tous ses combats. Mais un jour l'entraîneur de Drederick Tatum, Lucius Sweet, un ex-champion du monde, vient proposer à Moe de faire combattre Homer contre ce boxeur. Moe hésite, car Homer court de gros risques : Tatum pourrait bien le tuer au combat. Moe finit par accepter, contre l'avis de Marge. Moe a l'occasion de faire revivre son passé glorieux de boxeur. Tatum est à deux doigts de mettre Homer K.O. mais Moe vole au secours d'Homer et fait cesser le combat.

## Invité
- Paul Winfield
- Greg Berg